# San Cristóbal (República Dominicana)
San Cristóbal es un municipio de la República Dominicana, capital de la provincia homónima, ubicado en la región Sur del país. Se encuentra a aproximadamente 26 kilómetros al suroeste de Santo Domingo, en una zona caracterizada por su relieve montañoso y su cercanía al mar Caribe. Fundado en el siglo XVI, San Cristóbal es conocido por su relevancia histórica, ya que fue el lugar donde se promulgó la primera Constitución dominicana el 6 de noviembre de 1844, consolidando así la independencia de la nación.
El municipio destaca por su dinamismo económico basado en la industria, la agricultura y el comercio. Además, posee un importante patrimonio cultural y natural, con atractivos como las Cuevas del Pomier, un sitio arqueológico con arte rupestre taíno. San Cristóbal también es cuna de figuras destacadas en la historia dominicana, como el dictador Rafael Leónidas Trujillo, quien nació en esta localidad.
En la actualidad, San Cristóbal combina su legado histórico con el desarrollo moderno, siendo un centro administrativo, comercial y educativo de gran importancia en la región.

## Localización
El municipio está ubicado en un pequeño valle al pie de las montañas pertenecientes a la Cordillera Central, entre los ríos Nigua y Nizao.

## Límites
El municipio de San Cristóbal está situado en la región Sur de la República Dominicana, dentro de la provincia del mismo nombre. Se encuentra a unos 26 km al suroeste de Santo Domingo, la capital del país, y forma parte de la subregión de Valdesia. Su posición estratégica lo conecta con importantes vías de comunicación que facilitan el acceso a otras ciudades y regiones.
Los límites del municipio de San Cristóbal son los siguientes:
- Al norte: Limita con el municipio de Cambita Garabitos y el municipio de Los Cacaos.
- Al sur: Está bordeado por el mar Caribe, lo que le otorga una franja costera de importancia económica y turística.
- Al este: Colinda con el municipio de Bajos de Haina y el Distrito Nacional.
- Al oeste: Limita con el municipio de Yaguate.

Municipios limítrofes:
|                                                               | Norte: Villa Altagracia y Pedro Brand |                                                                                   |
| Oeste: Cambita Garabitos, Yaguate y Sabana Grande de Palenque |                                       | Este: Los Alcarrizos, Santo Domingo Oeste, Bajos de Haina y San Gregorio de Nigua |
|                                                               | Sur: Mar Caribe                       |                                                                                   |

## Distritos municipales
Está formado por los distritos municipales de:
| Nombre        | Código   |
| ------------- | -------- |
| San Cristóbal | 05210101 |
| Hato Damas    | 05210102 |

## Historia
Las primeras exploraciones en San Cristóbal se remontan al inicio de la conquista y colonización de la Española con el Segundo viaje de Colón en 1493.
Según Emiliano de la Rosa, entre las varias haciendas, hatos y estancias, que durante la era colonial española existieron en el Partido de los Ingenios de Nigua (hoy San Cristóbal), se encontraba la hacienda de San Cristóbal, la que con ingenio, ermita y cementerio, existía ya para el año 1606, según el censo de vecinos levantado por el gobernador Don Antonio de Osorio, siendo los dueños de dicha hacienda los hermanos «Álvaro Serrano». Para 1780, contaba con 87 esclavos al servicio de su amo, que era en ese momento el señor Antonio de Zárraga.
La creación de esta población se atribuye al adelantado Don Bartolomé Colón al final del siglo XV. Según el historiador Del Monte y Tejada, la formación del poblado se acredita a Miguel Díaz, quien huyendo del castigo que le esperaba de las autoridades de «La Isabela» (primera ciudad creada por Colón en América), por una riña que había sostenido con un paisano suyo, se trasladó a este lugar donde se amancebó con una indígena que respondía al nombre de Catalina, que según la leyenda, no la historiografía, ante el temor de ser abandonada por su cónyuge, le reveló la existencia de un lugar donde se encontraban los yacimientos de oro; Díaz entonces retornó a La Isabela para informar a las autoridades coloniales de su hallazgo, pero no sin antes hacer un pacto con Catalina de que el volvería.
Según Roberto Cassá, los españoles al confirmar la existencia aurífera en las márgenes del río Haina procedieron a disponer el asentamiento de un grupo de colonos y la instalación de un fuerte denominado Buenaventura y posteriormente San Cristóbal, en honor al almirante. Entre las márgenes de los ríos Haina y Nigua se formaron hatos, haciendas y estancias, así como ingenios azucareros que contribuyeron a un notable desarrollo del lugar. El Partido de los Ingenios de Nigua fue el nombre que recibió el trayecto comprendido entre los indicados ríos, no fue hasta 1782 cuando fue elevada a la categoría de parroquia, constituyéndose en sede de parroquia la Iglesia San Gregorio de Nigua que es sin dudas algunas la construcción más antigua de San Cristóbal en ese género.
Según el Dr. Ramón Puello Báez (oriundo de San Cristóbal), en su obra «Crónica de San Cristóbal» afirma que nunca hubo una fundación expresa de San Cristóbal, sino un ensanchamiento de la aldea que existía para 1822, contrario a lo que han sostenido y repetido constantemente algunos historiadores. Su evolución primero como batey de una hacienda y más tarde un caserío de cierta importancia económica y política, hasta ser elevada en común, lo que ocurrió por proceso espontáneo, donde convergieron una serie de circunstancias históricas, económicas y políticas.
Fue el batey o caserío que se había creado en la hacienda San Cristóbal el que se elevó a Común, y se le designa el nombre de San Cristóbal, en recuerdo de la antigua hacienda que llevaba ese nombre, donde se estableció el batey. Ese es pues, el origen del nombre de San Cristóbal, según el citado autor sancristobero.
San Cristóbal fue elevada a la categoría de Común el 9 de febrero del año 1822, siendo su primer párroco el sacerdote Jesús Fabián Ayala y García «El padre Ayala», quien 22 años después asumió la representación de San Cristóbal ante la cámara de diputados o representantes, y siendo precisamente esta común la que sirvió de sede de la votación de la primera ley sustantiva que legitimó el nacimiento de una nueva patria el día 6 de noviembre del año 1844, aunque había sido proclamada el 27 de febrero del mismo año.
Por disposición del presidente haitiano Jean Pierre Boyer, fue consagrada Común del Departamento del Ozama (provincia de Santo Domingo), por ley del 9 de junio de 1845. Por resolución del 24 de agosto de 1861, fue convertida en tenencia del gobierno político y militar de Santo Domingo. Por decreto del 12 de agosto de 1865, semanas después de restaurada la Soberanía Nacional, readquirió su condición de común de la provincia de Santo Domingo, y a partir del primero de enero del año 1935 fue convertida en común cabecera al crearse la provincia Trujillo, por disposición del gobernante hijo natural de esta ciudad (Rafael Trujillo), quien la convirtió en la provincia más grande que tenía el país. Después del ajusticiamiento del dictador se le retornó su nombre original «San Cristóbal».

## Economía
La ciudad de San Cristóbal cuenta con una diversificada oferta de empleo, destacándose la presencia de importantes industrias y fábricas. Entre las principales se encuentran la fábrica de Nestlé (Maggi), la planta del Grupo Familia Sancela, la planta procesadora de Goya, el Parque Industrial del Vidrio, la zona franca de la armería, la fábrica de lavamanos e inodoros CEDELCA, la fábrica de productos tropicales (Coco López), así como las plantas procesadoras de mármol Marmotech, Tecnotiles y Star Marble, entre otras empresas.
A pesar de esta oferta industrial, la proximidad con Santo Domingo genera un flujo constante de residentes que se trasladan diariamente a la capital en busca de oportunidades laborales. También es común que la población se desplace a otras localidades cercanas como Bajos de Haina y Nigua, que cuentan con importantes zonas industriales y portuarias. En la actualidad, San Cristóbal experimenta un crecimiento comercial significativo, con la apertura de nuevos negocios en sus principales calles y avenidas, lo que dinamiza aún más su economía local.
Las actividades económicas del municipio están influenciadas por su condición de principal urbe de la región Sur y la quinta ciudad más grande del país. Los sectores más relevantes son la industria (con fábricas en San Cristóbal y zonas francas en Bajos de Haina, Nigua y Villa Altagracia), la agricultura en pequeña escala (excepto las grandes plantaciones de cítricos en Villa Altagracia, café en las montañas y cebolla en las llanuras de Najayo-Palenque) y las actividades portuarias, concentradas principalmente en Bajos de Haina y Palenque.
San Cristóbal también desarrolla una actividad turística importante, especialmente de visitantes nacionales. Entre los principales atractivos turísticos se encuentran las playas de Najayo y Palenque, el balneario de La Toma, las Cuevas del Pomier y los ríos Haina y Nizao, que constituyen espacios de recreación y contacto con la naturaleza.

## Comunicaciones
En la actualidad, San Cristóbal es una de las ciudades con mejores índices en el área de las telecomunicaciones. Cuenta con los servicios de las principales compañías telefónicas del país, así como diversas empresas de televisión por cable y satélite.

## Cultura

### Gastronomía
El plato típico de esta ciudad es el «pastel en hoja»; se fabrica con viandas ralladas (plátano, banano y yautía), que se rellenan con carne y se envuelven en hojas de plátano antes de hervirlos. Se sirven con cátchup y salsa picante al gusto. Los sancristoberos gustan de comer arroz con pollo o carne de res, habichuelas o gandules y ensalada en el almuerzo, esta combinación alimentaria se conoce en todo el país como la «bandera nacional». También está el famoso Domplin hecho de bollitos pequeños de harina de trigo, hervido en leche de coco y mezclado con los sazones correspondientes.

### Educación
Hay un total de 72 centros educativos y 92 juntas de centros.
El Distrito Educativo 04-03 tiene bajo su jurisdicción 56 Centros de básica, 10 centros de Media, 6 centros de Adultos, un centro de Educación Inicial «Consejo Nacional para la Niñez y la Adolescencia (Conani)» y la Dirección de Atención a la Primera Infancia (DAPI).
La gran cantidad de bachilleres de esta ciudad se concentran en el Liceo Enedina Puello Renville, ubicado en el sector de Madre Vieja Sur. En dicho centro se encuentra una población de más de 1500 estudiantes en sus tandas matutina, vespertina y nocturna.
San Cristóbal cuenta con numerosos centros educativos en los niveles básico, medio y superior, entre los que se destacan la UASD San Cristóbal, también llamado CURSCEN, el Instituto Politécnico Loyola (recientemente avalado y certificado como un Instituto Especializado de Estudios Superiores Loyola)Donde se imparten carreras de ingeniería técnicas como son: Ingeniería en Redes y Telecomunicaciones, Ingeniería Industrial, Ingeniería Eléctrica e Ingeniería Agropecuaria, con todo el prestigio del Instituto Politécnico Loyola.), Colegio Cooperativa Loyola, Instituto Politécnico Francisco José Peynado, Colegio Santa Rita, Centro de Estudios Ronda Del Saber, Colegio Bautista, Colegio San Rafael, English Learning Center, Academia Canaan, etc. Se ofertan estudios en los niveles pre-inicial, básico, secundario y superior. Un alto porcentaje de la población joven se traslada a Santo Domingo a estudiar, por la diversidad de ofertas y la cercanía.
También cuenta con un centro de formación Técnico-profesional, INFOTEP (Instituto Nacional de formación Técnico-Profesional), sus docencias se llevan a cabo parcialmente en el Instituto Politécnico Loyola.

## Patrimonio

### Iglesia Nuestra Señora de la Consolación
La Iglesia Nuestra Señora de la Consolación fue construida en la década de los años 1940-50 por el arquitecto Henry Gazón Bona, con la finalidad de ser un panteón familiar de Trujillo y así ser enterrado junto a algunos miembros de su familia.
En ella se encuentra como atracción de primer orden los frescos, murales en el cielo raso y muros laterales del conocido pintor español Vela Zanetti.

### Palacio Municipal
El edificio que alberga la sede del ayuntamiento Municipal, se inauguró en el año de 1937. Fue construido en su totalidad en hormigón armado, con un estilo arquitectónico barroco-victoriano, propio de la época. Por su diseño y por lo que representa en la arquitectura dominicana, después fue declarado «Patrimonio cultural de la República Dominicana».

### Parque Piedras Vivas
El 28 de febrero de 1944 se develizó el Monumento de «Piedras vivas», ubicado entre las «Avenida Constitución» y la «calle General Cabral». Este parque monumento fue construido en el lugar donde nació y estuvo la residencia del dictador Rafael Leónidas Trujillo Molina, con piedras traídas desde todas las provincias del país.

### Parroquia Sagrado Corazón de Jesús
Esta iglesia constituye la más antigua construcción existente en la ciudad. Su construcción se inició el año de 1826, por iniciativa del entonces párroco de la comunidad Juan de Jesús Fabián Ayala y García. En su interior se encuentran sepultadas destacadísimas figuras de la vida social, religiosa, política y cultural del siglo pasado, entre ellas el mismo «padre Ayala».

### Instituto Politécnico Loyola
Construido por el arquitecto Henry Gazón Bona, fue inaugurado en 1952. Fue sede de la Secretaría de Estado de Agricultura.  En su nave central posee un vestíbulo decorado con murales del pintor español Vela Zanetti, que representa la historia dominicana, desde los indígenas, hasta la vida moderna. El Loyola, como se le llama popularmente, es un centro de formación técnico y agronómico, por cuyas aulas han pasado alumnos que luego se convirtieron en destacadísimos profesionales dominicanos. En sus aulas estudiaron casi la totalidad de los secretarios de Estado de Agricultura que ha tenido el país en los últimos 40 años, incluyendo al expresidente Hipólito Mejía.

### Hotel San Cristóbal
El 17 de mayo de 1947 se inauguró esta edificación, cuyo diseño y construcción estuvo a cargo del arquitecto Henry Gazón Bona. Se caracteriza por tener el salón principal construido en madera de caoba centenaria, y decorado por espejos colocados estratégicamente. Las paredes del comedor fueron decoradas con obras del pintor Vela Zanetti, las cuales fueron borrándose con el tiempo, durante una remodelación. En la actualidad funciona de forma dual como una escuela de formación turística y hotel a la vez, con el auspicio de la Agencia Española de Cooperación Internacional.

### Castillo del Cerro
Originalmente fue construido como residencia del dictador Trujillo, pero este nunca lo habitó. Tiene varias habitaciones y salones de juego y fiesta, diseminados en sus cuatro niveles. Todos los salones están engalanados con pinturas e incrustaciones decorativas que le dan la sensación de palacio imperial.
Actualmente funciona una escuela de formación carcelaria bajo la rectoría de la Procuraduría General de la República.
Este edificio está decorado al igual que otros del municipio con murales del famoso pintor español Vela Zanetti.

### Balneario La Toma
A unos 7 kilómetros al norte de la ciudad de San Cristóbal, se encuentra al pie de una colina rocallosa y áspera, una fuente de agua pura y cristalina, donde se construyó la primera represa en América por el conquistador español Cristóbal Colón, alrededor del año 1520.[cita requerida] El volumen de retención es de más o menos unos 8000 m³, para luego sus aguas precipitarse en pendiente no muy rápidas hasta desembocar en el río Nigua.

### Cuevas de El Pomier
Las Cuevas de El Pomier o Borbón, son un conjunto de cavernas de formación miocena, consideradas uno de los más importantes patrimonios antropológicos de la humanidad, ubicada en San Cristóbal, paraje El Pomier, de la sección Borbón,  a unos 7 kilómetros al norte de la ciudad de San Cristóbal, República Dominicana, y a unos 30 kilómetros de la ciudad de Santo Domingo. Su nombre oficial es Reserva Antropológica Monumento Natural Cuevas de El Pomier, compuesta por una serie de 55 cuevas, las cuales contienen una colección de arte rupestre con 2.000 años de antigüedad, creada principalmente por los grupos Taíno e Igneri que habitaban la isla a la llegada de los españoles en 1492. Este lugar posee una formación geológica muy poco frecuente en República Dominicana y en el mundo. Tienen aproximadamente 4 kilómetros cuadrados de extensión, y una altitud entre los 160 y 350 metros sobre el nivel del mar, extendiéndose hasta 1000 metros bajo su nivel. Las Cuevas de El Pomier contienen grabados y pictografías de aves, peces, reptiles y figuras humanas cuya cantidad supera a todas las del Caribe junto. La cueva principal (la n.º 1) fue reportada en 1849 por el Cónsul de Inglaterra Sir Robert Schomburgk, lo que significa que fueron reportadas primero que las cuevas de Europa más conocidas en el mundo, como la cueva de Lascaux descubierta en 1860.
Las Cuevas de El Pomier es la única área protegida prehistórica de la más importante de Las Antillas, con pinturas prehistóricas y grabados rupestres distribuidos en sus cuevas. Expertos internacionales han comparado su importancia con las pirámides egipcias para el oriente Medio, o las Cuevas de Altamira y Lascaux para Europa.
Las Cuevas del Pomier contienen un conjunto de Arte Rupestre indígena de tal significación para el Patrimonio Mundial, que organismos de renombre, como el Comité Internacional de Arte Rupestre de la UNESCO (ICOMOS-UNESCO); la Unión Internacional de Espeleología (UIS); la Federación Internacional de Organizaciones del Arte Rupestre (IFRAO); y la Federación Francesa de Espeleología, respaldaron una campaña mundial cuyo objetivo fue lograr que el sistema de cuevas de El Pomier fuera declarado por la UNESCO como Patrimonio de la Humanidad, lo que contribuiría grandemente a la promoción del País en el exterior. 1,350 firmas de científicos franceses respaldaron la iniciativa.

### Casa de Caoba
Construida en 1940 con una superficie de 3162 m² de construcción repartidos en tres niveles. La casa fue construida en tres etapas, la primera a cargo de la empresa Rodríguez Belgrado. La caoba fue el elemento principal utilizado en su construcción, también se utilizaron otras maderas preciosas como el roble, el capá y el corazón de paloma, luego se levantó una estructura de hormigón armado, obra realizada por el conocido arquitecto dominicano José Antonio Caro.

### El fuerte de Resolí
Fue construido por instrucciones del general haitiano Jean Baptiste Richet, Comandante de Armas de Santo Domingo en la Loma de Cabezas de las Aguas, de los arroyos de Najayo Arriba y Madero, en la sección de Najayo arriba unos 12 kilómetros al norte de San Cristóbal.

## Hermanamiento
- Casares, provincia de Málaga.